# Petrilaca, Mureș

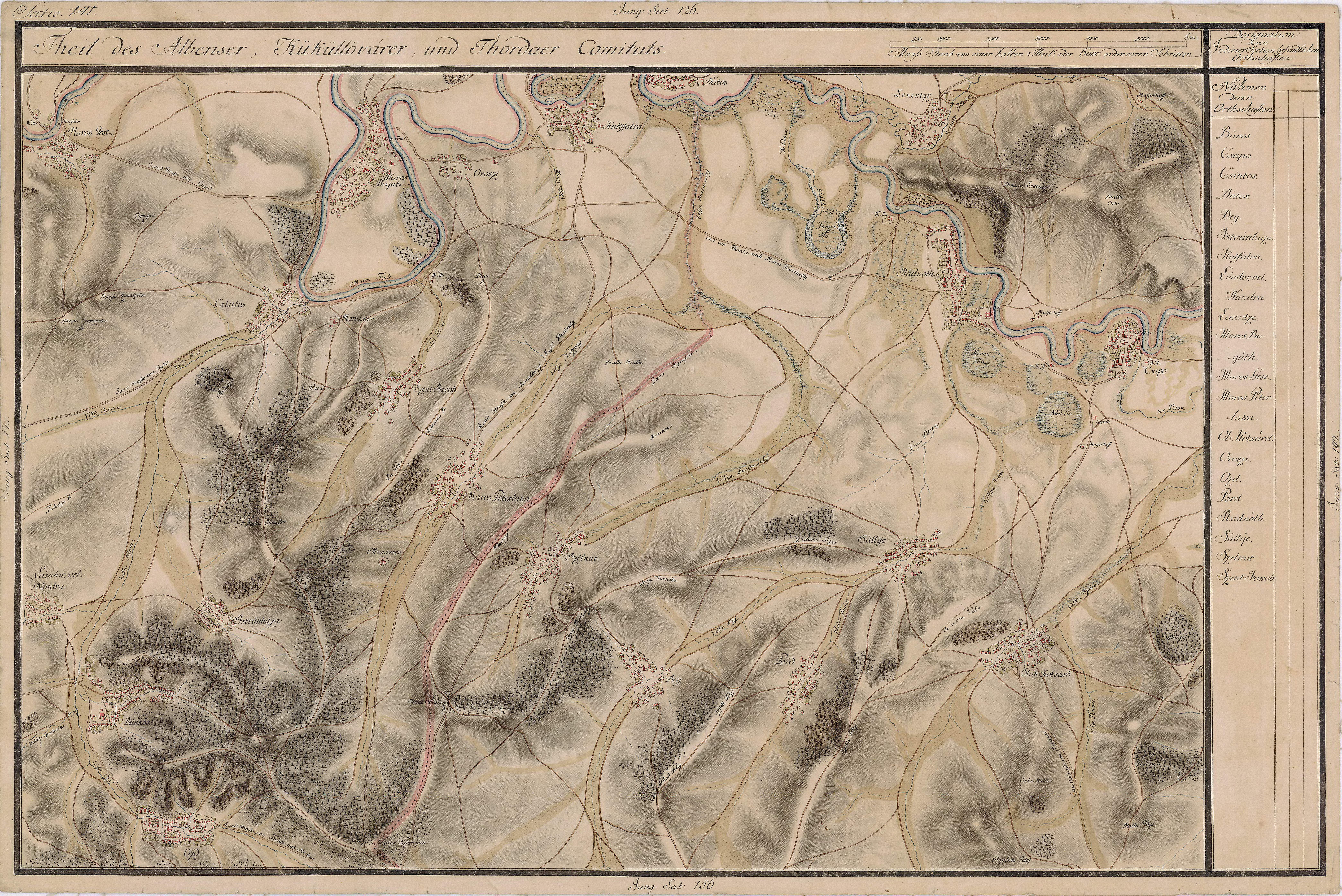
Petrilaca în Harta Iosefină a Transilvaniei, 1769-1773

Petrilaca (în maghiară Oláhpéterlaka) este un sat în comuna Cuci din județul Mureș, Transilvania, România.

## Istoric
Prima atestare documentară a satului este din 1332.
Pe Harta Iosefină a Transilvaniei din 1769-1773 (Sectio 141), localitatea a apărut sub numele de „Maros Peterlaka”.

## Populație
Conform Recensământului din anul 2022 populația localității era de 514 locuitori în scădere față de datele de la ultimul recensământ când populația localității era de 559 locuitori. 

## Imagini

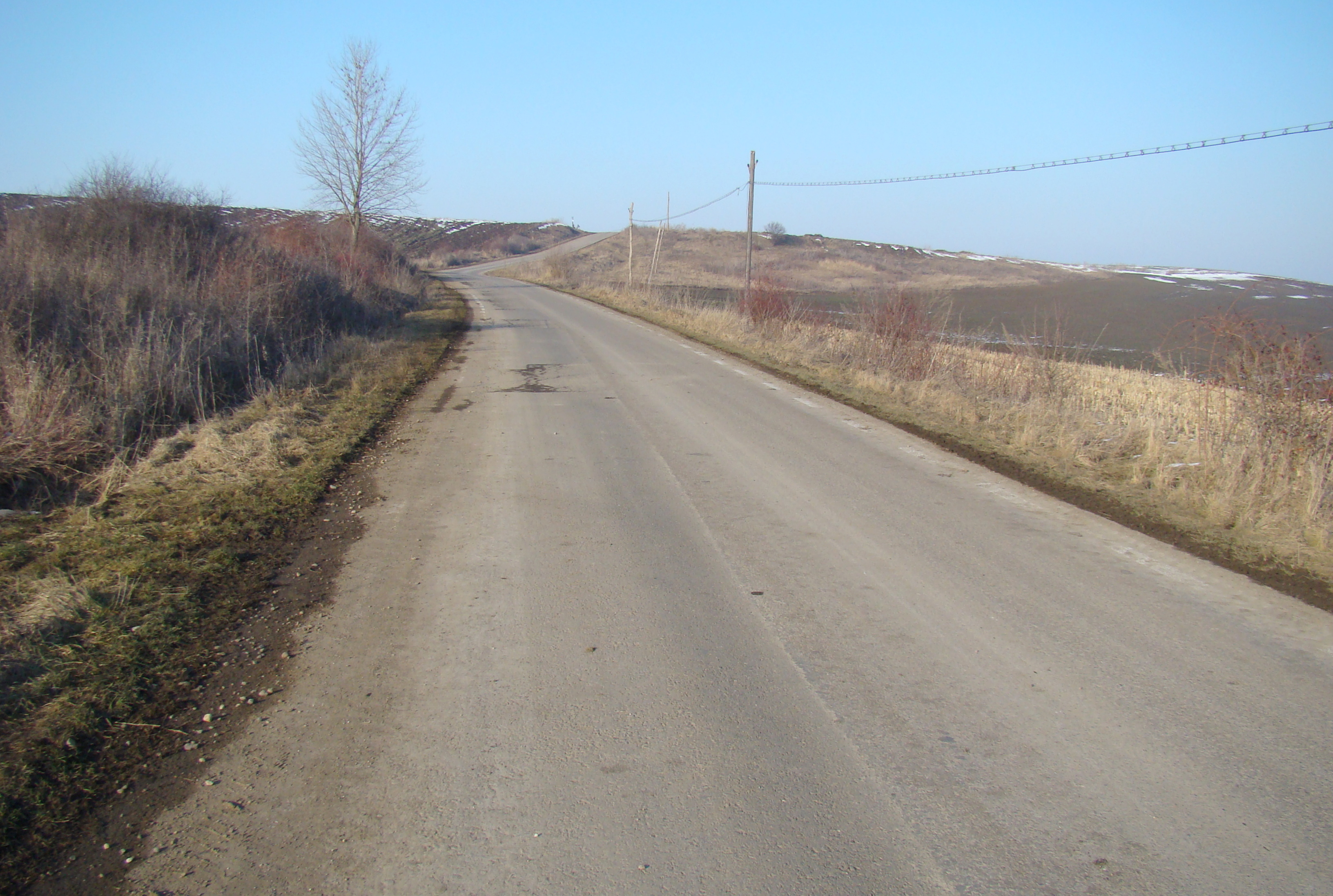
Drumul Cuci–Petrilaca
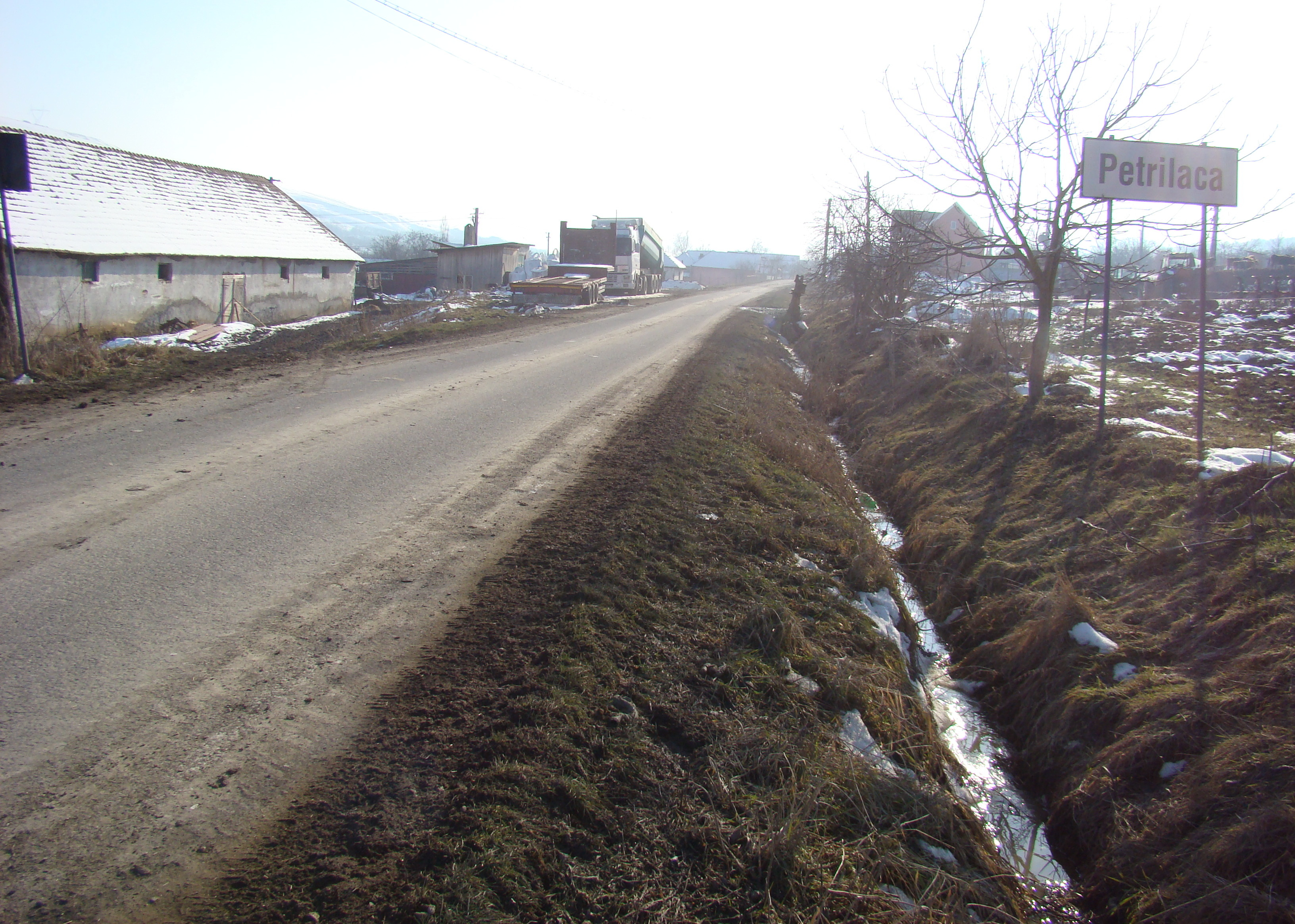
Intrarea în localitate
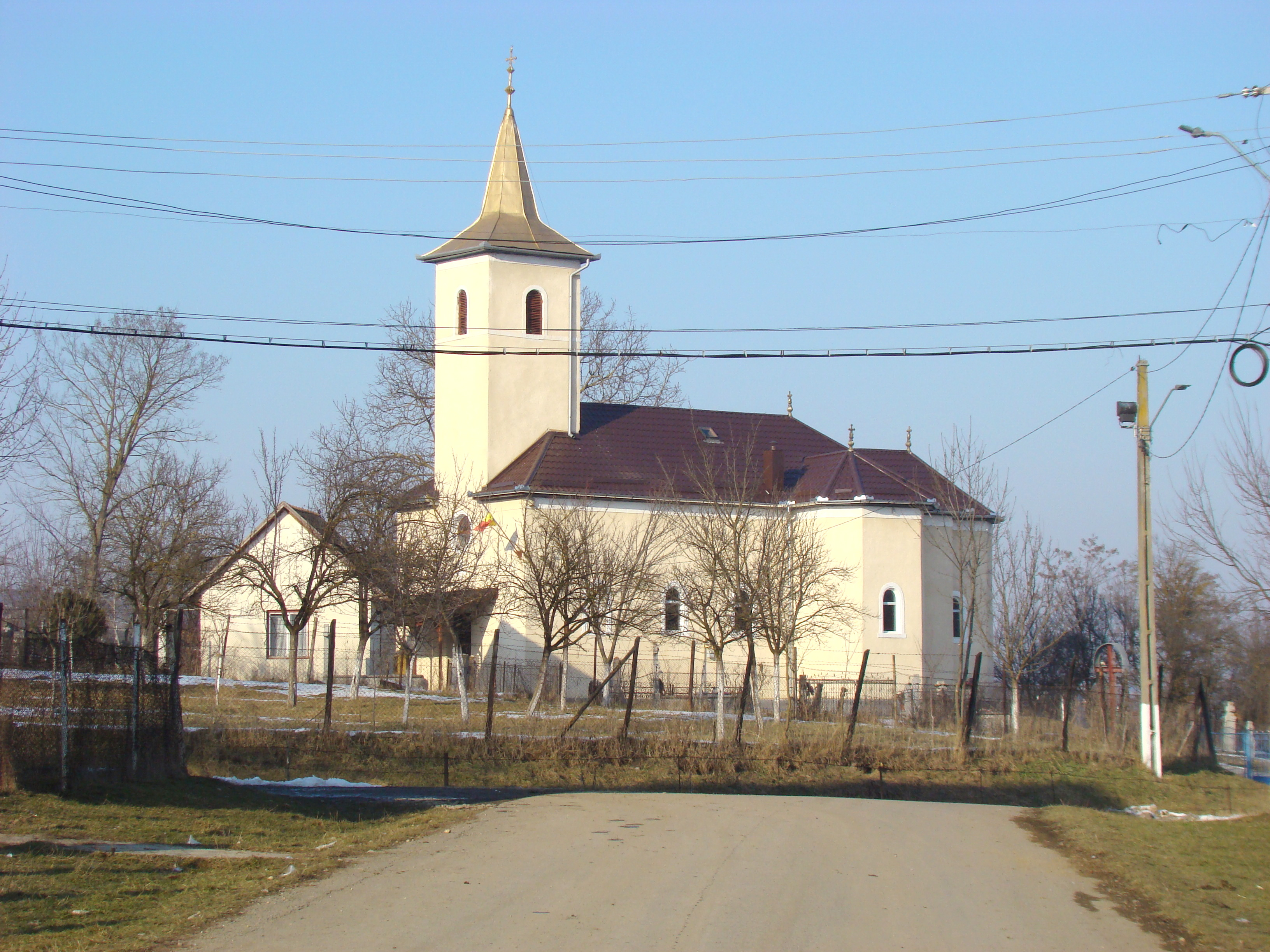
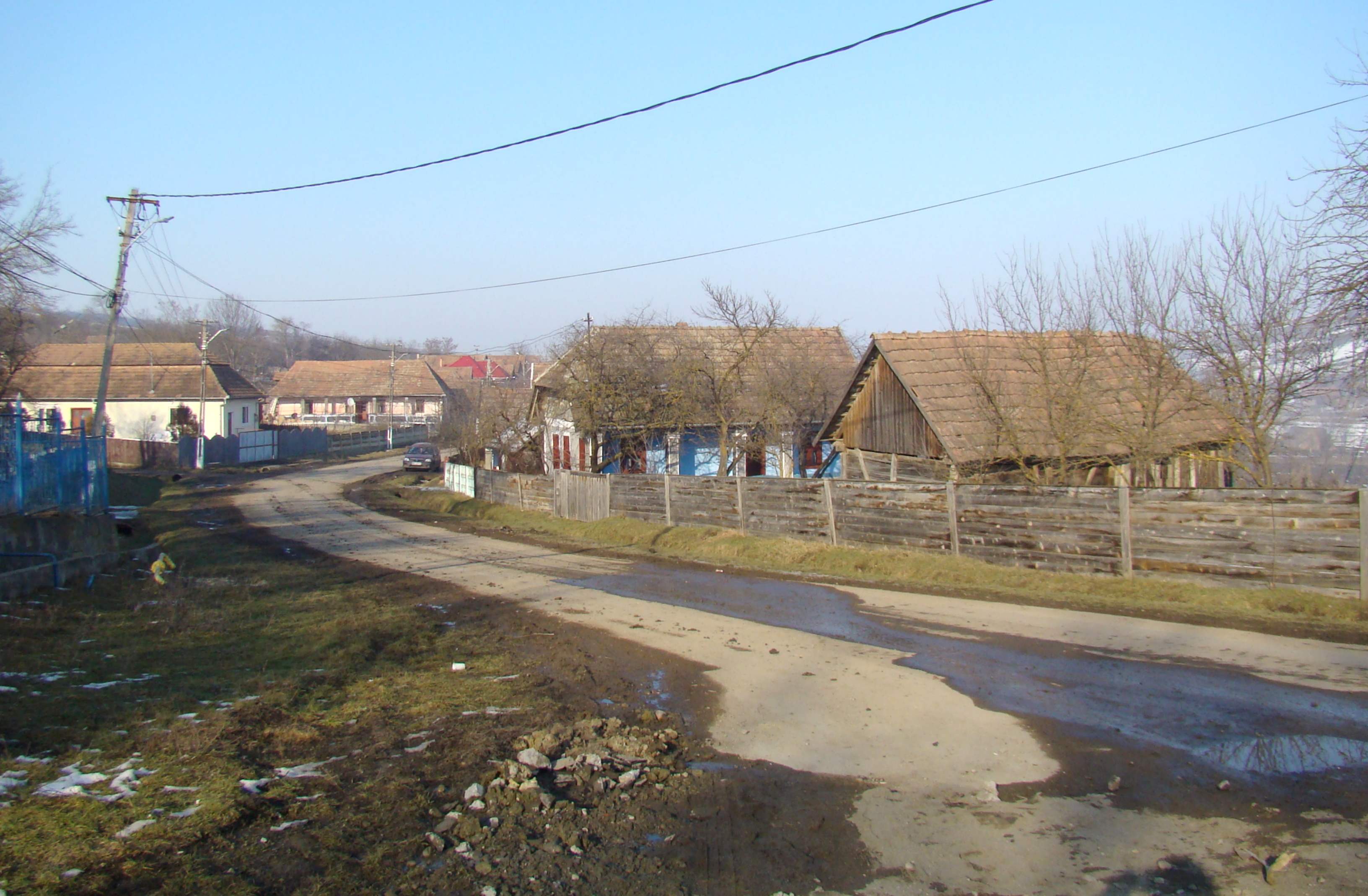
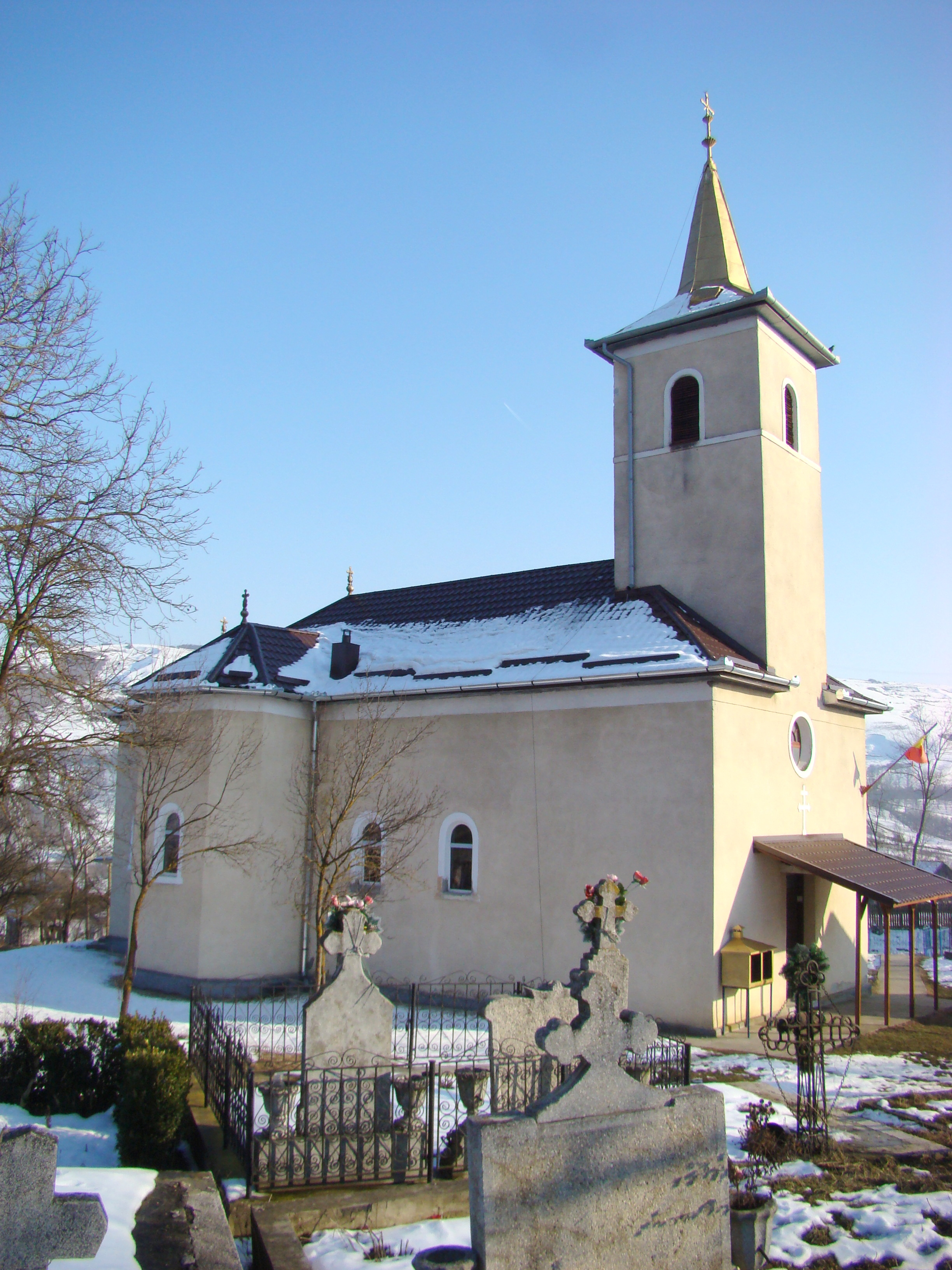
Biserica ortodoxă
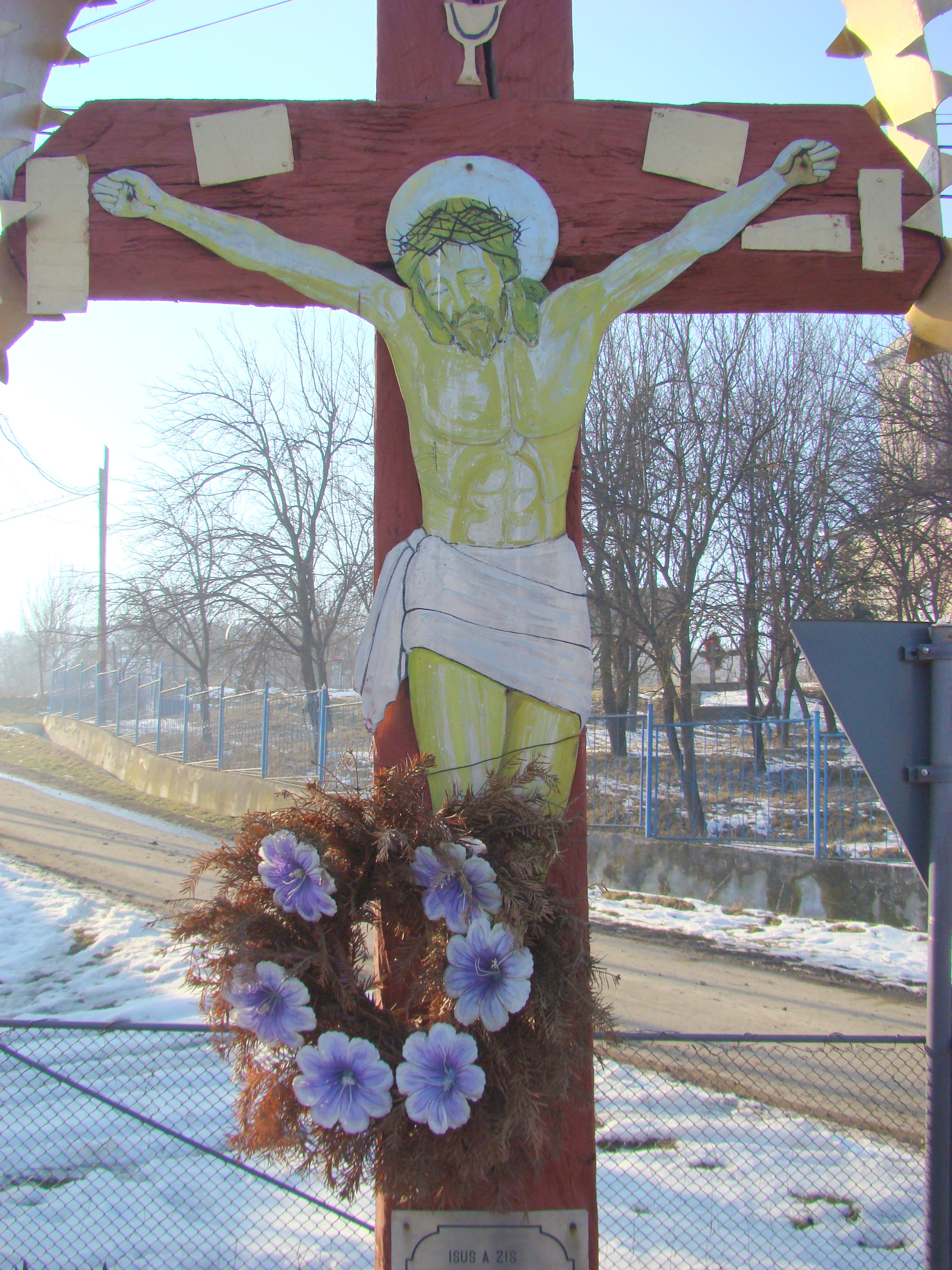
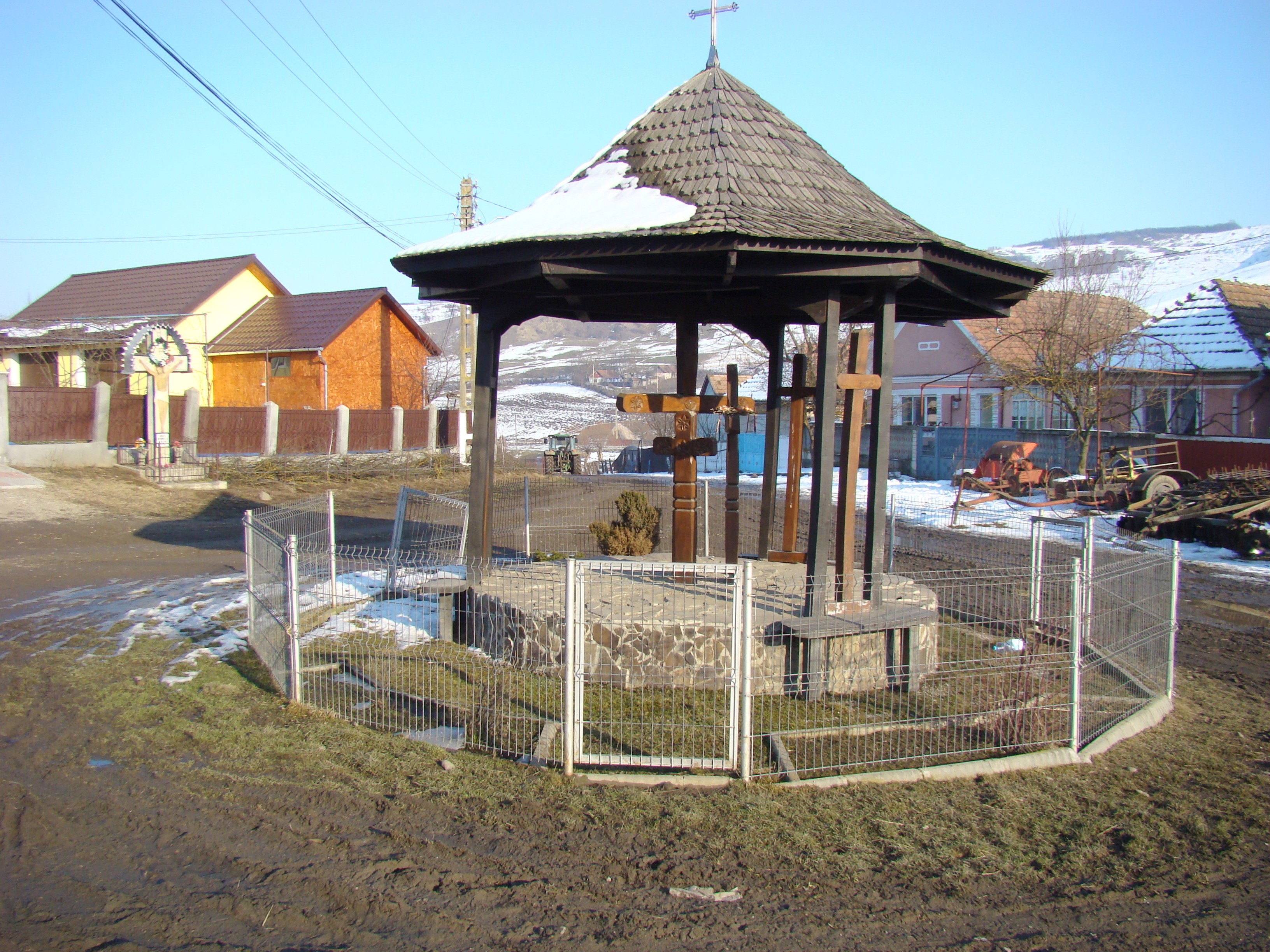
Monumentul eroilor
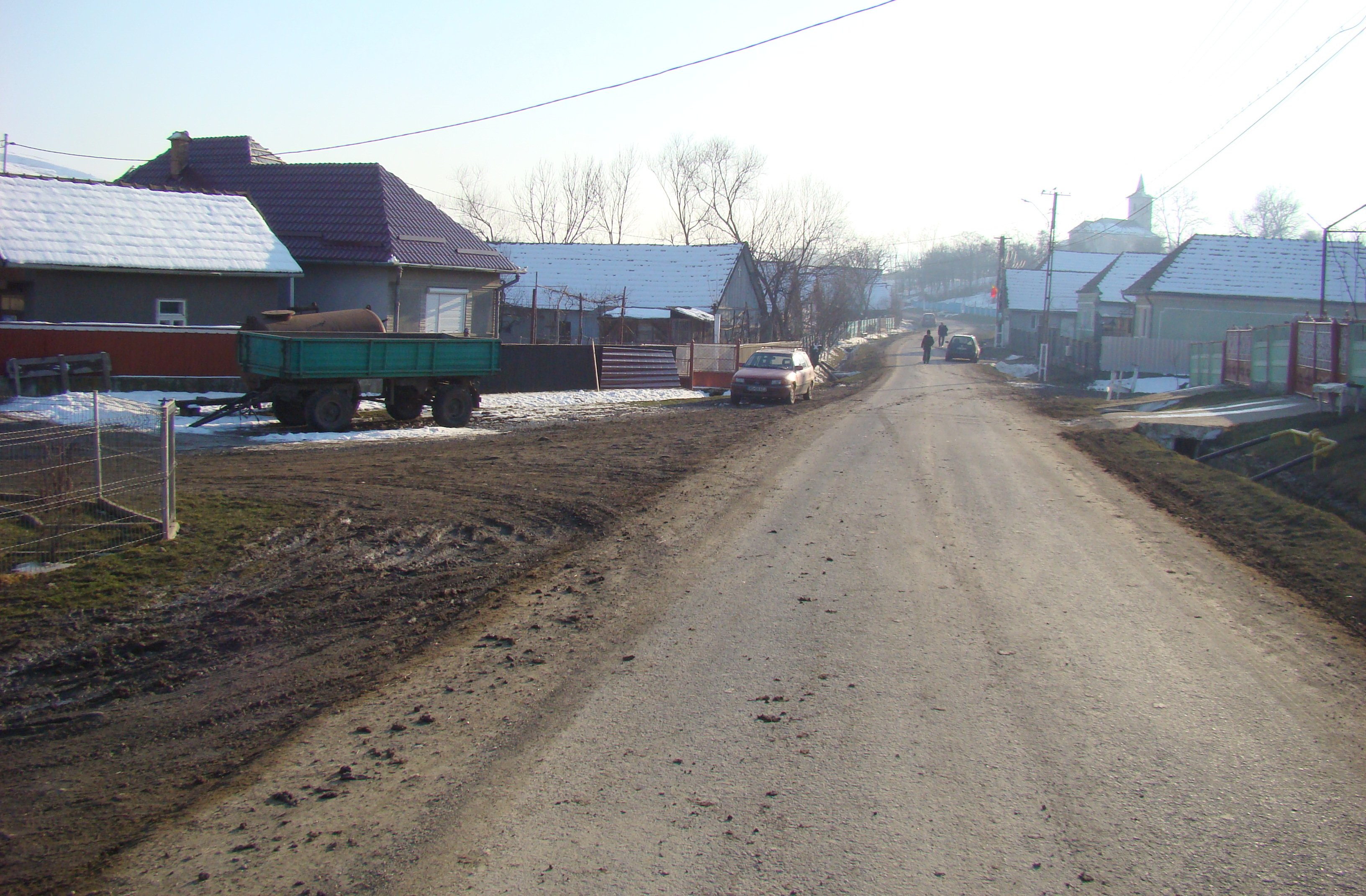
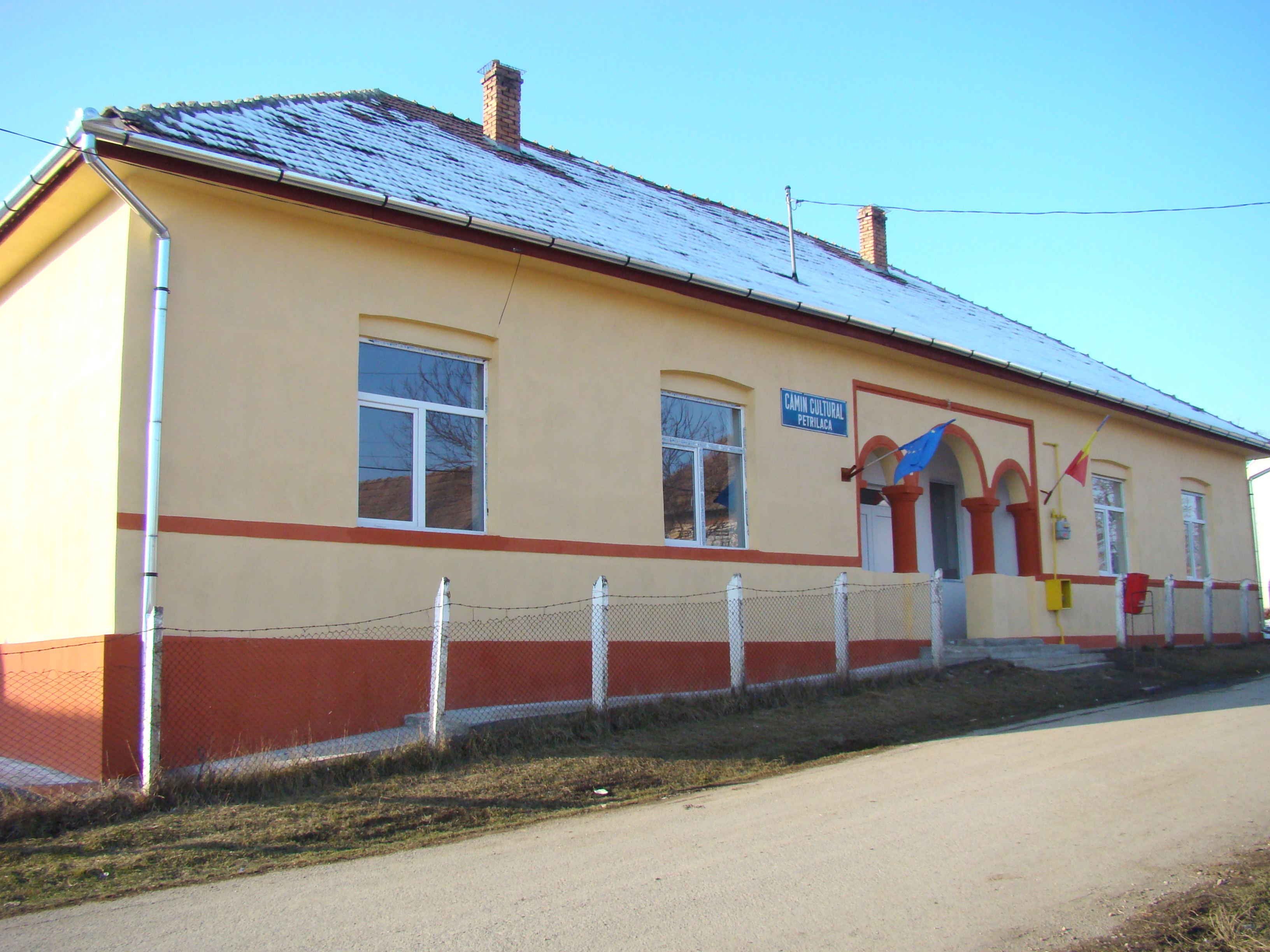
Căminul cultural
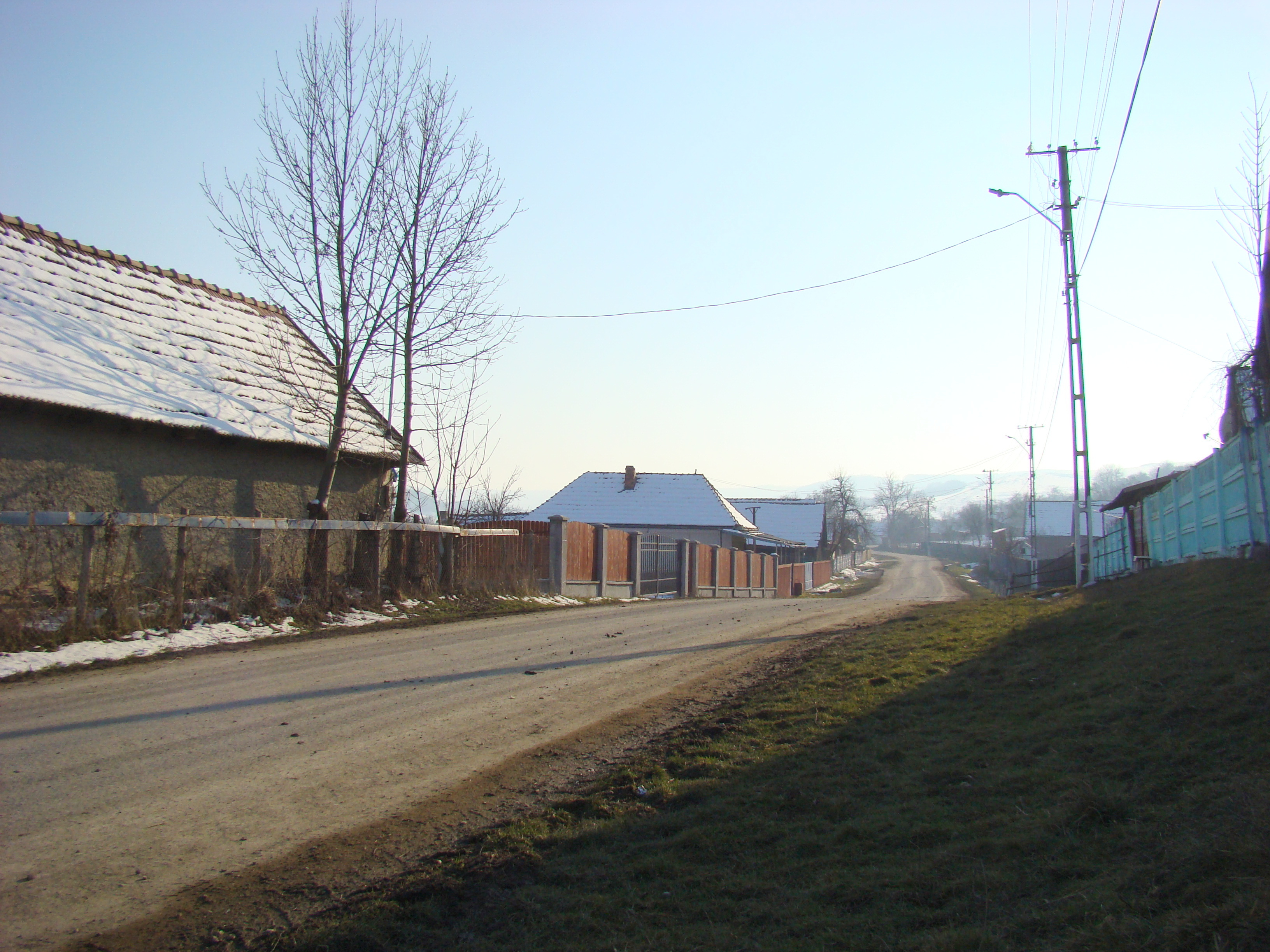
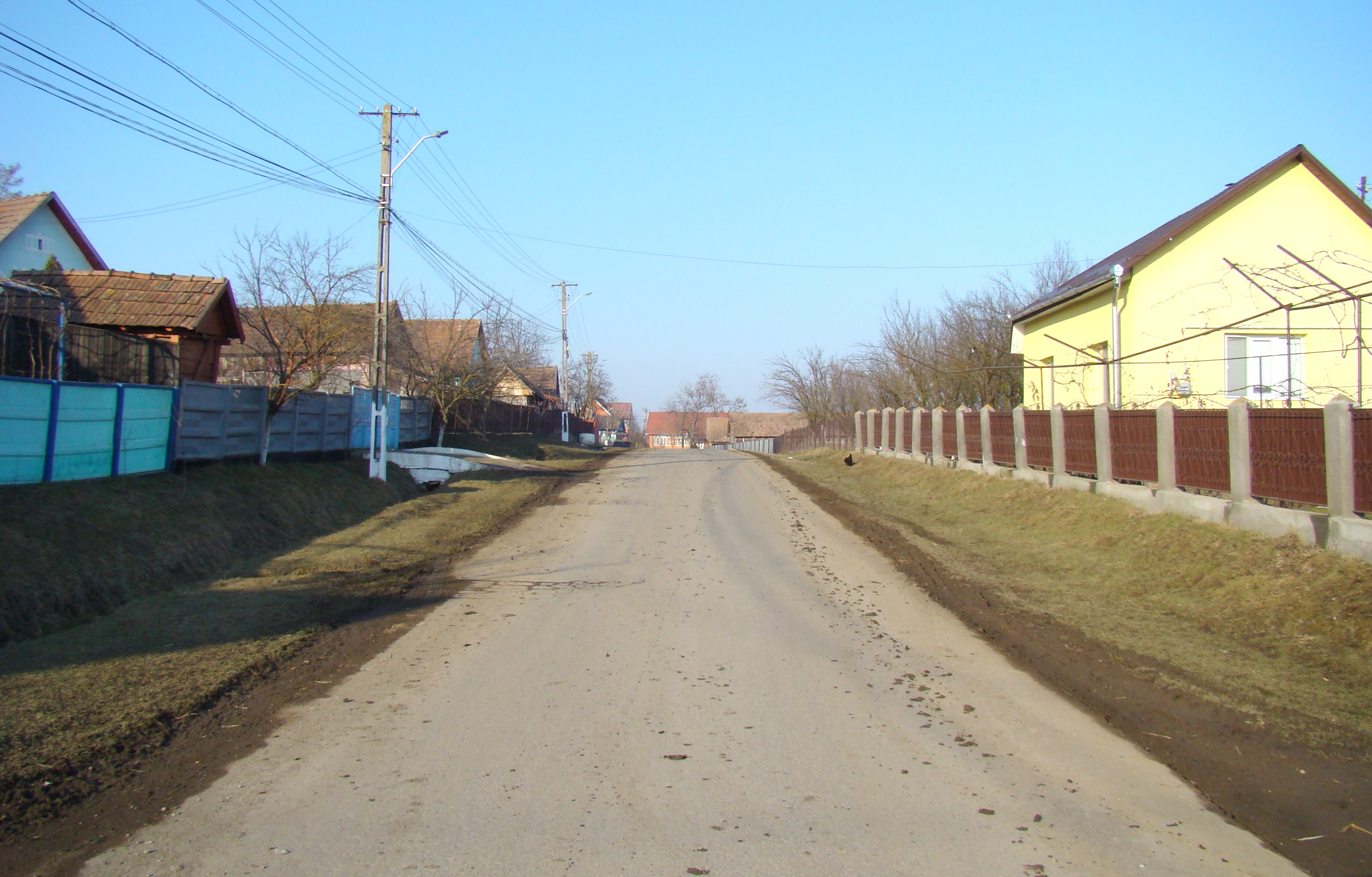
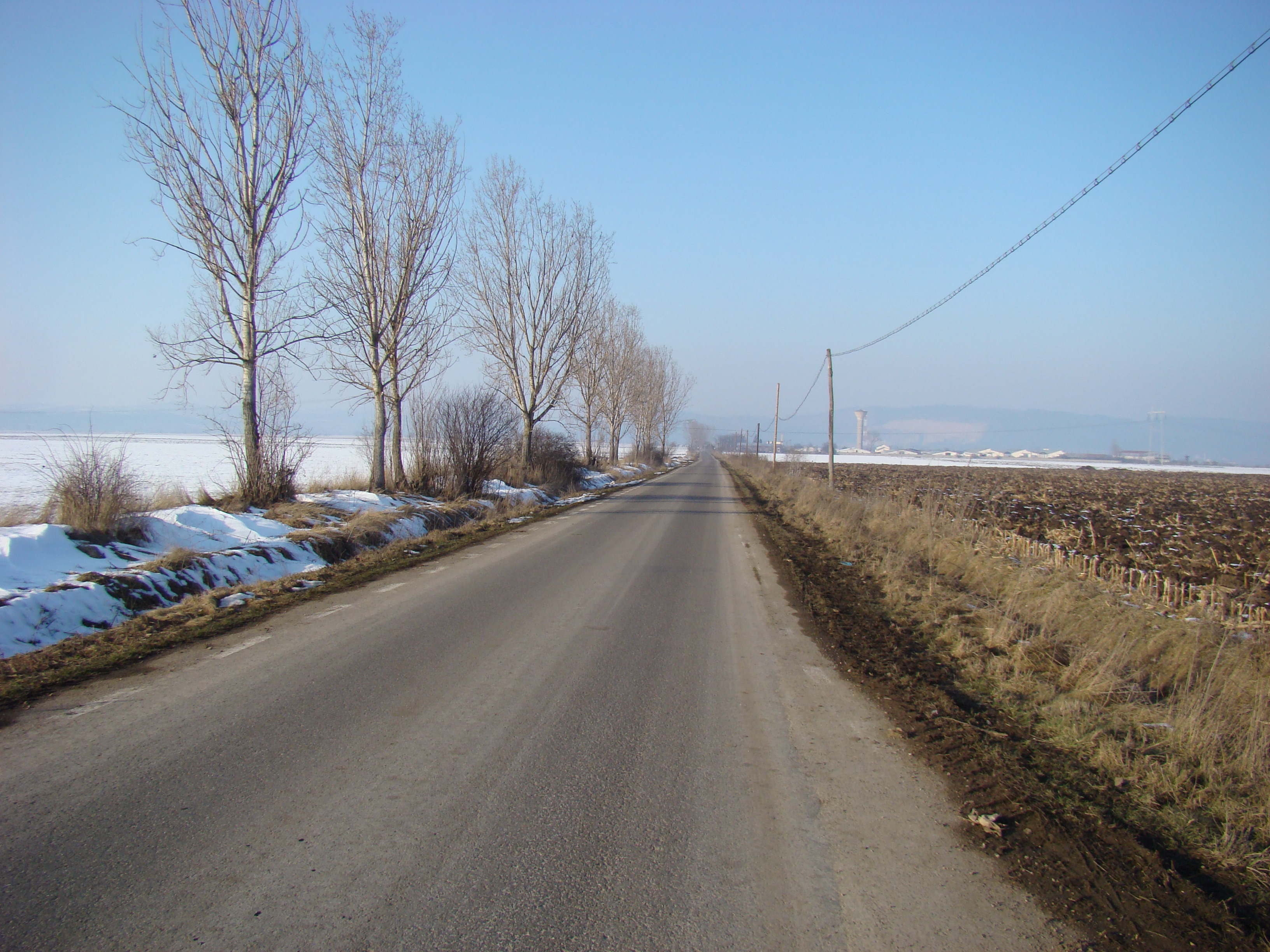
Drumul Cuci–Petrilaca